# 進学会ホールディングス

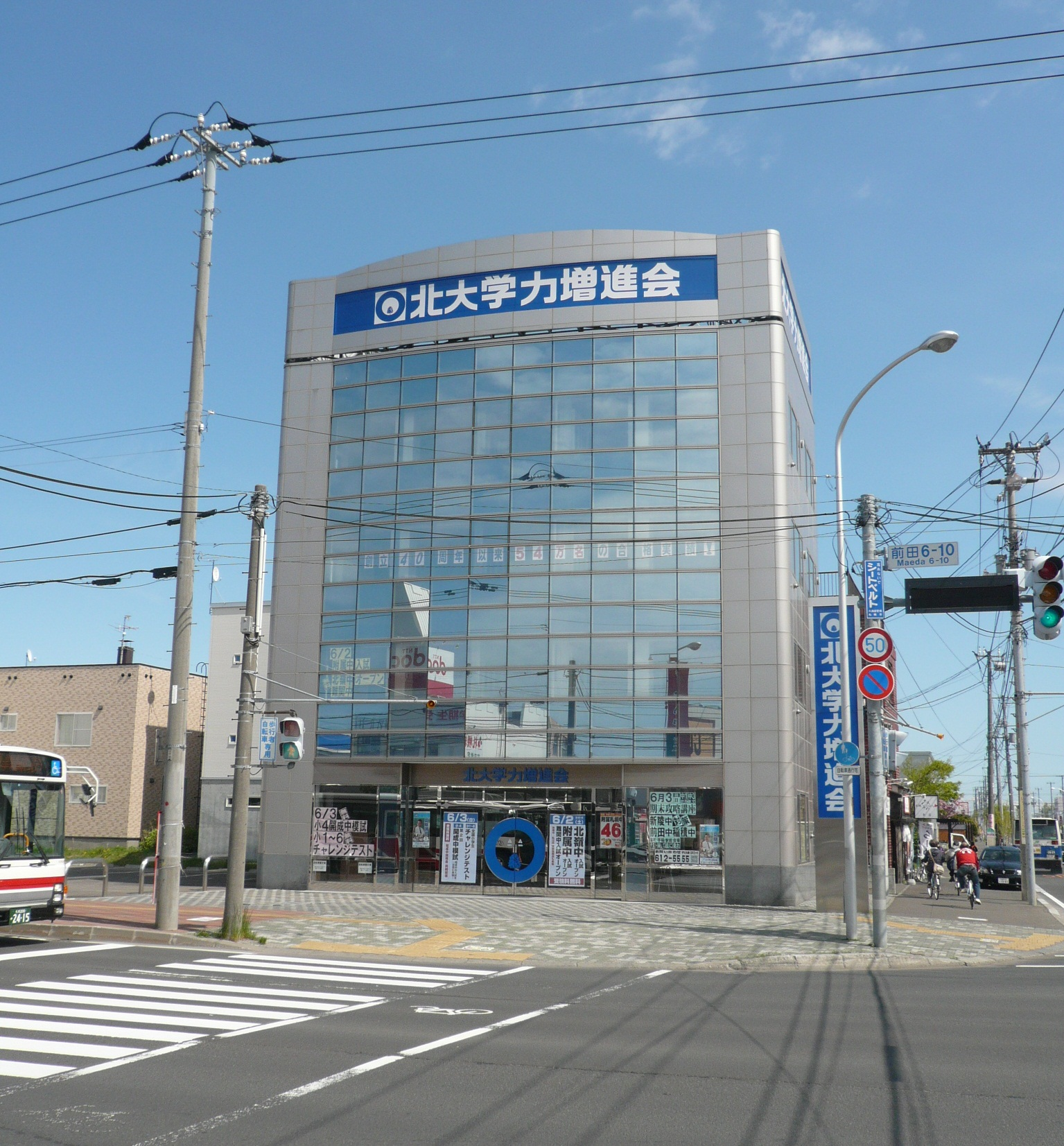
会場の例（自社ビル）
北大学力増進会札幌前田会場
（北海道札幌市手稲区、2012年5月）

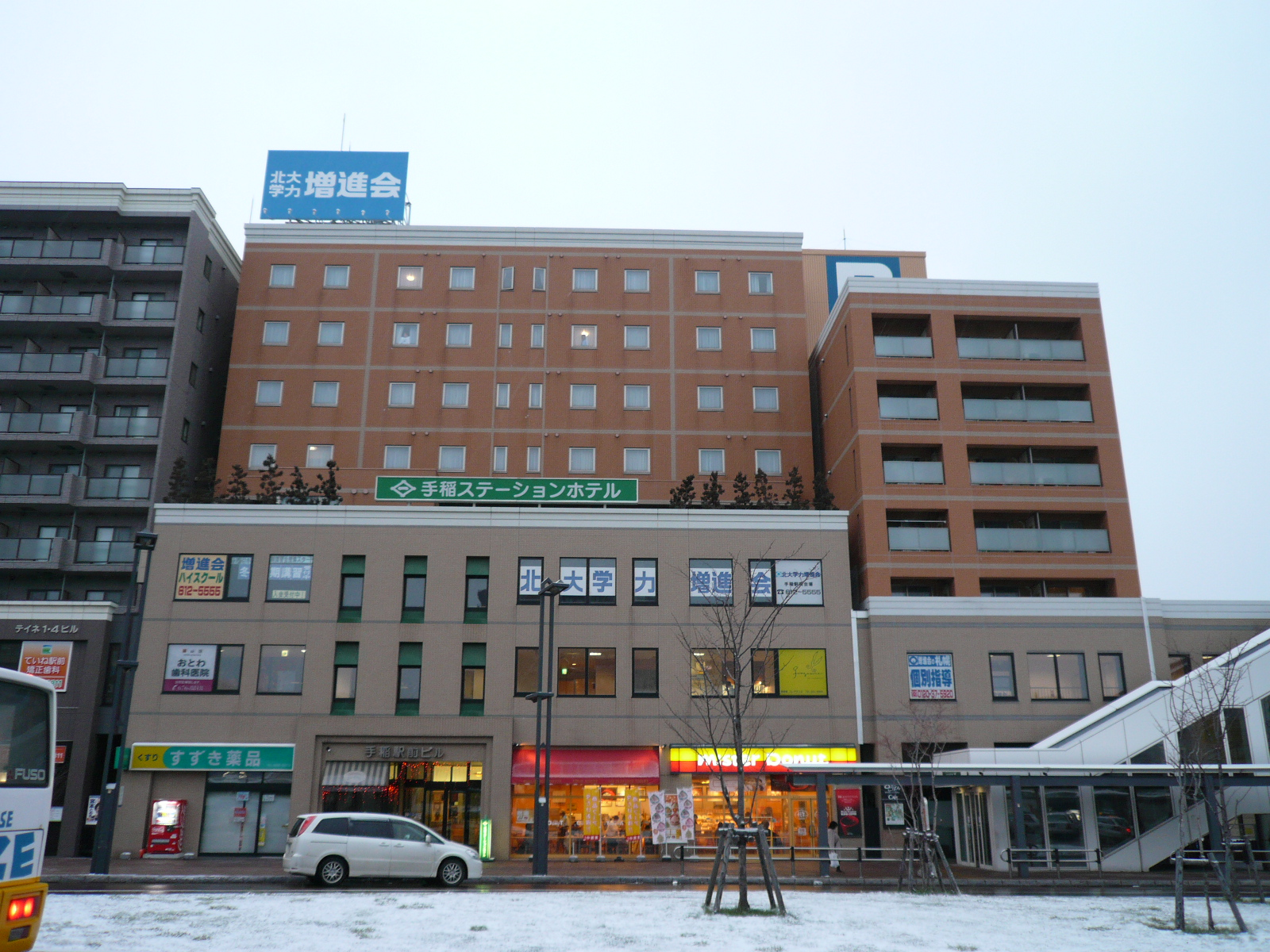
会場の例（テナント入居、2･3階）
北大学力増進会札幌手稲駅前会場
（北海道札幌市手稲区、2008年12月）

株式会社進学会ホールディングス（しんがくかいホールディングス、英: SHINGAKUKAI HOLDINGS CO., LTD.）は、日本の学習塾・スポーツクラブなどの運営企業。北海道札幌市に本社を置き、東京証券取引所スタンダード市場に上場している。

## 概要
北海道・東北を主な地盤としており、特に北海道では北大学力増進会（ほくだいがくりょくぞうしんかい）の名称で、練成会グループやニスコグループと並び、北海道を代表する学習塾チェーンとしての地位を確立している。創業者は平井睦雄（現会長）。

### 年表
参照：
- 1972年4月 - 創業者の平井睦雄が、札幌市にて北大学力増進会創立。
- 1976年6月17日 - 札幌市白石区南郷通1丁目南7番地に株式会社北大学力増進会設立（法人化）。
- 1983年12月 - 東北地方に進出。
- 1984年3月 - 初の自社ビルとして、帯広本部ビル竣工。
- 1984年3月 - 不動産事業部門が稼働。
- 1984年5月 - 札幌総本部（本社）ビル竣工。
- 1984年6月 - 連結子会社として、ノースパレスを設立。
- 1986年2月 - 連結子会社として、ホクシンエンタープライズを設立。
- 1986年3月 - 札幌西本部ビル竣工（札幌西本部を開設）。
- 1987年3月 - 関東地方に進出、株式会社進学会に社名変更。
- 1987年3月 -「Sports Club Zip麻生」を併設した札幌北本部ビル竣工（札幌北本部を開設）。
- 1987年4月 -「Sports Club Zip麻生」が稼働。
- 1988年12月 - JASDAQにて株式を公開。
- 1989年4月 - 東海地方に進出。
- 1989年11月 - 一般募集増資を実施。
- 1990年3月 - 帯広西本部ビル竣工。
- 1990年4月 - 北陸・中国地区に進出。
- 1994年7月 - 九州地区に進出。
- 2004年2月 - 東証第二部市場に上場。
- 2005年3月 - 東証第一部市場に指定替え。
- 2009年4月 - 連結子会社として、プログレスを設立。
- 2010年11月 - 栄光との業務提携を締結[2]。
- 2011年5月 - 有限会社信和管財（有限会社進学会ホールディングス）の全持分を取得、栄光を持分法適用関連会社化。
- 2012年6月6日 - 栄光ホールディングス（現：Z会ホールディングス）との資本業務提携を解消する旨を発表[3][4]。
- 2015年6月 - 栄光HDの株式を売却、持分法の適用除外となる。
- 2015年10月 - 有限会社進学会ホールディングス（休眠会社）を吸収合併。
- 2016年7月 - 資産管理を担う子会社として、進学会総研を設立[5]。
- 2017年10月2日 - 持株会社制へ移行。

1. 新設分割により、初代法人の学習塾事業などを進学会（2代）へ承継。
2. 初代法人は、株式会社進学会ホールディングスへ商号変更。

- 2017年10月3日 - 学研ホールディングスおよび城南進学研究社との間で資本業務提携を締結[6][7]。
- 2018年9月20日 - 一般財団法人教育アライアンスネットワークの設立に参画（発起人：進学会HD、学研HD）[8]。
- 2021年4月1日 - 連結子会社の進学会総研が、SG総研へ商号変更[9]。
- 2022年4月4日 - 東証の市場区分見直しに伴い、スタンダード市場へ移行[10]。
- 2023年4月1日 - 連結子会社の進学会が、プログレスを吸収合併[11]。
- 2024年4月 - 不動産事業を展開する日動（札幌市）との合弁会社として、ホクシンビル開発を設立（進学会HD 70.0%）[12][13]。

## 学習塾

### 継続授業
進学会では、入塾した生徒が受ける通常の授業のことを「継続授業」と呼ぶ。指導理念は「継続は力なり」「YOU'VE　GOT THE POWER」。小学生から高校生まで様々なコースを設定して指導している。
小学生
- 小学1〜3年生は「さんすう教室」という週1回の授業を行う。
- 小学4〜5年生は週2回の授業を行い、国語、算数、英語（小5）のみ指導する。社会・理科の授業は行わないが、自習テストとして、自宅でテストを解いて毎回の授業に持参する。
- 小学6年生は週2回と週3回の授業にわかれている。進学・特設クラスは週2回、受験クラスは週3回。国語、算数、社会・理科を指導している（進学・特設のみ英語も指導。また、2ヶ月に1回月例英語テスト有り）。小6の中学受験クラスは継続授業のほかにADテストや過去問特訓（希望者のみ）などがある。
- 2012年からはSAPIXと提携し、難関中学受験を目指す小学生向けの特別クラスを札幌市内の一部教室で実施している[14]。

中学生
- クラスは成績によって4つのレベル（進学コース、特設コース、超特設コース、特別コース）に分けられている。特設コース・超特設コースへの入塾には後述の公開テストと学校の成績表で一定以上の点数を取る必要がある（特設：通知表5教科の5段階評価が合計20以上、超特設：同じく合計23以上が目安である）。
- 特別コースは、私立中学校や教育大附属中学校に通学する生徒専用のクラス。
- 特別コースで、札幌市立柏中学校・札幌市立伏見中学校・札幌市立山鼻中学校・曙中学校・札幌市立啓明中学校などの、北海道札幌南高等学校・北海道札幌北高等学校を目指す生徒の特別クラスもある。(曙中学校は、柏中や伏見中の校区内ではないが、そのように判断すると、進学会ではどこの本部にも該当しないため、札幌西本部の範囲で判断している）
- 原則として週3回の授業を行う。週3回の中で英語、数学、社会・理科を指導し、一部の特設クラス以上の生徒のみ月2回の国語の授業を追加で受講できる（国語クラス）。
- 2009年から北大学力増進会西本部におく南北Excelクラスが設立された（2008年度に設立された南北トップクラスに当たるもの）。大通会場では週2回、旭ヶ丘会場では週3回、五教科すべて（英数理社国）を指導。進学会としては初めてクラス担任制を導入する。指導する講師は進学会の精鋭トップ講師陣（創立者平井睦雄の息子・平井崇浩など）である。
  - 開設目的は東京大学・北海道大学・医学部進学を視野に入れた精密度が高いクラスである。
  - また、このクラスには募集基準があり、全ての条件を満たした生徒のみ対象となる。基準は札幌南高・札幌北高志望者で、中2・3は通知表内申ランクA・Bまたは学校でのSS63以上、かつ進学会の選抜試験合格者。中1は、第1回目（春期講習中）の学力コンクールで、SS62以上、かつ進学会の選抜試験合格者となる。
- 2012年からは通塾負担を減らす目的で、定期テスト対策に焦点を絞り授業を週2回に減らした「リテラ」コースを一部教室で新設した[14]。

高校生
- 「進学会ハイスクール」という別ブランドで高校1年生～高校3年生までを指導している。指導科目は数学、英語で受講する教科数は希望によって変えられる。更に、一定数の申し込みがあれば理科も開講する。
- 2008年7月に市進と業務提携を結んだため、市進が運営する映像授業「市進ウィングネット」を高校生向け授業に導入している（2009年4月現在）[15]。
- 2009年から、札幌南高校を対象とした南高Excel、札幌北高校を対象とした北高Excelが開講された。中学部における南北Excelと同ブランドのクラスであり、中学・高校を通した一貫教育を目指している。
- 2009年6月にZ会と業務提携を結び、2009年夏からZ会東大マスターコースが開講される[16]。

### 講習会
- 春期・夏期・冬期のあわせて年3回実施している。基本的には小学生は4教科（国語、算数、社会、理科）、中学生は5教科（国語、数学、英語、社会、理科）を指導する。
- 中学生の場合、講習会も公立校受験コース、上位高受験コース、トップ高受験コースにクラスが分けられているが、継続授業と異なり特に受講制限はなく(成績の目安は示されている)、希望すれば誰でも上位・トップ高受験コースを受講できる。
- 冬期講習は大晦日・正月三が日は休みとなるが、特別講座として小学6年生・中学3年生の受験生についてはその間も希望者に対して正月特訓と題した講習が行われる。
- 中学生は夏期講習の特別講座としてサマー特訓、冬期講習の特別講座として学力点向上特訓講座を希望者のみに実施している。
- 現在は不定期であるが、会長である平井自らが教鞭をとることがある（札幌地区のみ）。

### 公開テスト
- 中学3年生は合格判定テスト、小学4年生〜中学2年生は学力コンクールという名前で公開テストを実施している。前記のとおり特設・超特設コースの入塾試験を兼ねているため、継続授業に通塾していなくても受験できる。
- 中学3年生では「入試本番の緊張感を体験する」ことを目的とした入試本番体験オープンを実施している。入試本番と同じ問題・時間配分でテストを実施する。
- 中学受験コースの講習会・継続授業生徒は、中学受験模擬試験がある。私立IV科と私立II科に分かれて例年の問題を徹底分析した上、傾向を把握して問題を出題している（一部公開あり）。

### 公開ゼミ
- 中学1年生から中学3年生までを対象として、定期試験の前に定期試験攻略講座が開かれる。
- 中学3年生は9〜12月の期間に受験対策コース（北海道は学力テスト対策コース）が開かれる。
- 中学1年生と中学2年生は9〜11月の期間に内申点対策講座が開かれる。
- 中学生は学年末定期試験対策講座が2月に約3回（その年によって異なる）ある。

### 不祥事
2012年4月3日、同会の教材に、国語と英語の教科書がほぼそのまま引用されていることが報道された。教科書会社から著作権管理を委託されている一般社団法人教学図書協会によると、進学会が許諾を得ないまま無断利用した疑いがあるとみている。進学会は「担当者が席を外している」として回答をしていない。
講師の学歴について、国公立大学卒は14パーセント程度であるにもかかわらず、国公立大学在学中のアルバイトの講師を含めた割合で広告を出していた。消費者庁から景品表示法違反（優良誤認）として2014年5月、社名公表を受ける。

### その他
2008年6月に、幼児向け教育大手の「こどもクラブ」を運営する新日本教育を買収することで合意し、今後0歳児〜高校までの幅広い一貫教育を展開する予定であったが、同社の会計処理に問題があることが発覚したため、同年12月に買収の中止を発表した。
「北大学力増進会」は進学会の登録商標（第2717896号）だが、1987年7月9日に商標登録出願したものの、この出願の8日前に増進会出版社が「東大学力増進会」の登録を出願している（1990年に登録が認められた。第2248129号）。しかしながら、1989年9月22日付で拒絶査定され、不服審判の末1996年11月29日に登録された。
2011年には栄光ゼミナールを運営する栄光と資本業務提携を結んだものの、翌2012年に前述の著作権侵害問題が発覚したことなどを理由として、栄光側が資本業務提携の解消を通告。進学会はその後も子会社を通じ、持株会社である栄光ホールディングスの株式（約30%）を保有し続けていたが、2015年5月に増進会出版社が栄光HDに対する株式公開買付（TOB）を行うことを発表したため、これに先立ち実施された自己株式公開買付において、栄光HDの全株式を手放した。
2014年には関西を地盤とする浜学園と提携、両社の合弁企業「浜進学会」を設立した（出資比率は浜学園70%、進学会30%）。当面は愛知県において同ブランドでの学習塾展開を行う。
四国で学習塾を展開している四国進学会とは資本も含め一切関係はない。

## 地域別のブランド
- 北大学力増進会（北海道地区）
- 進学会（岩手県、群馬県、栃木県、埼玉県、千葉県、石川県）
- 東北大進学会（岩手県を除く東北地区）
- 東大進学会（茨城県、富山県、長野県、静岡県）
- 名大進学会（愛知県、三重県）
- 京大進学会（福井県・山口県・山陰地区）
- 九大進学会（長崎県）
- 個別指導プログレス（個別指導部門）

### ギャラリー

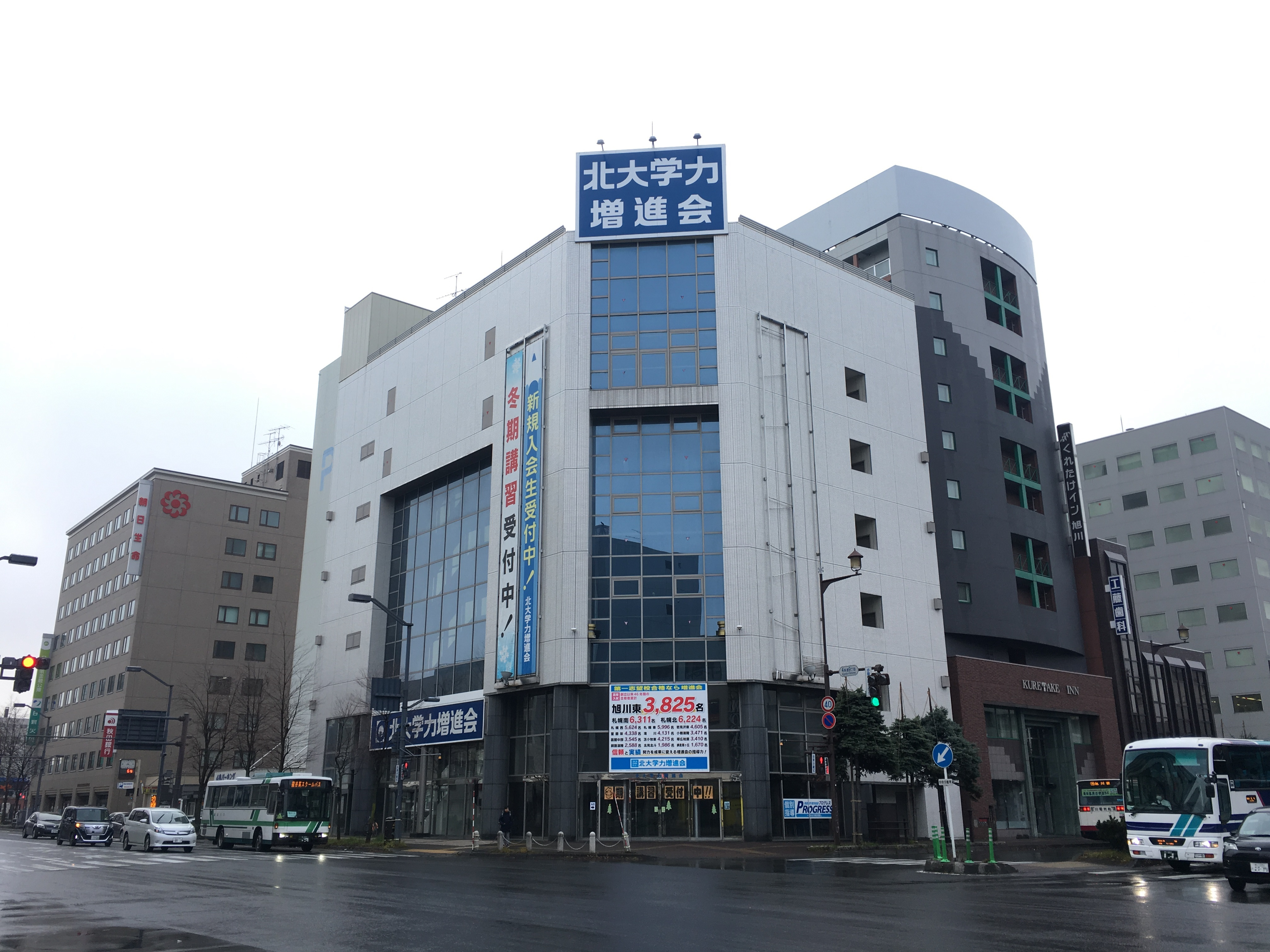
北大学力増進会 旭川本部（旭川市）
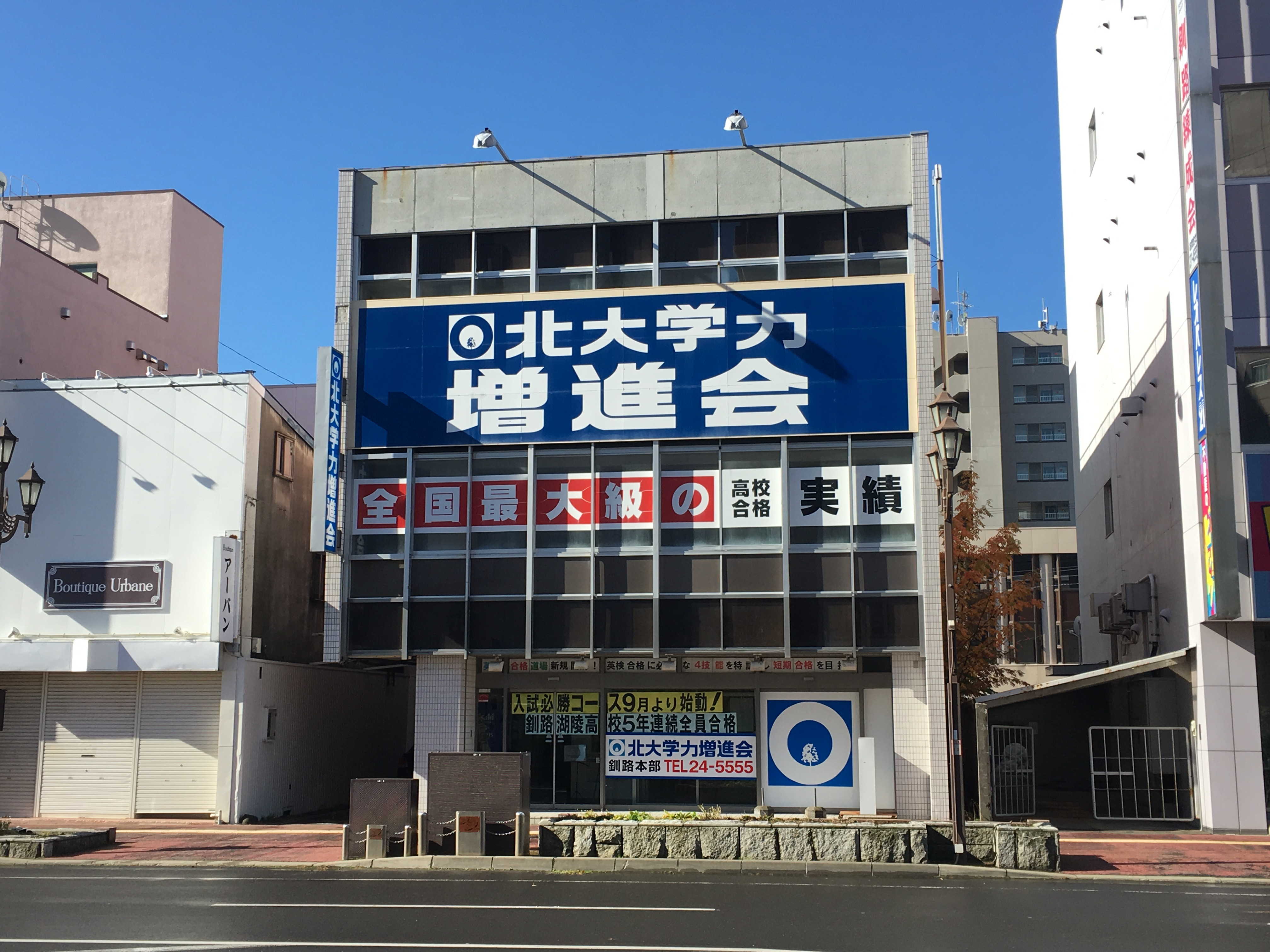
北大学力増進会 釧路本部（釧路市）
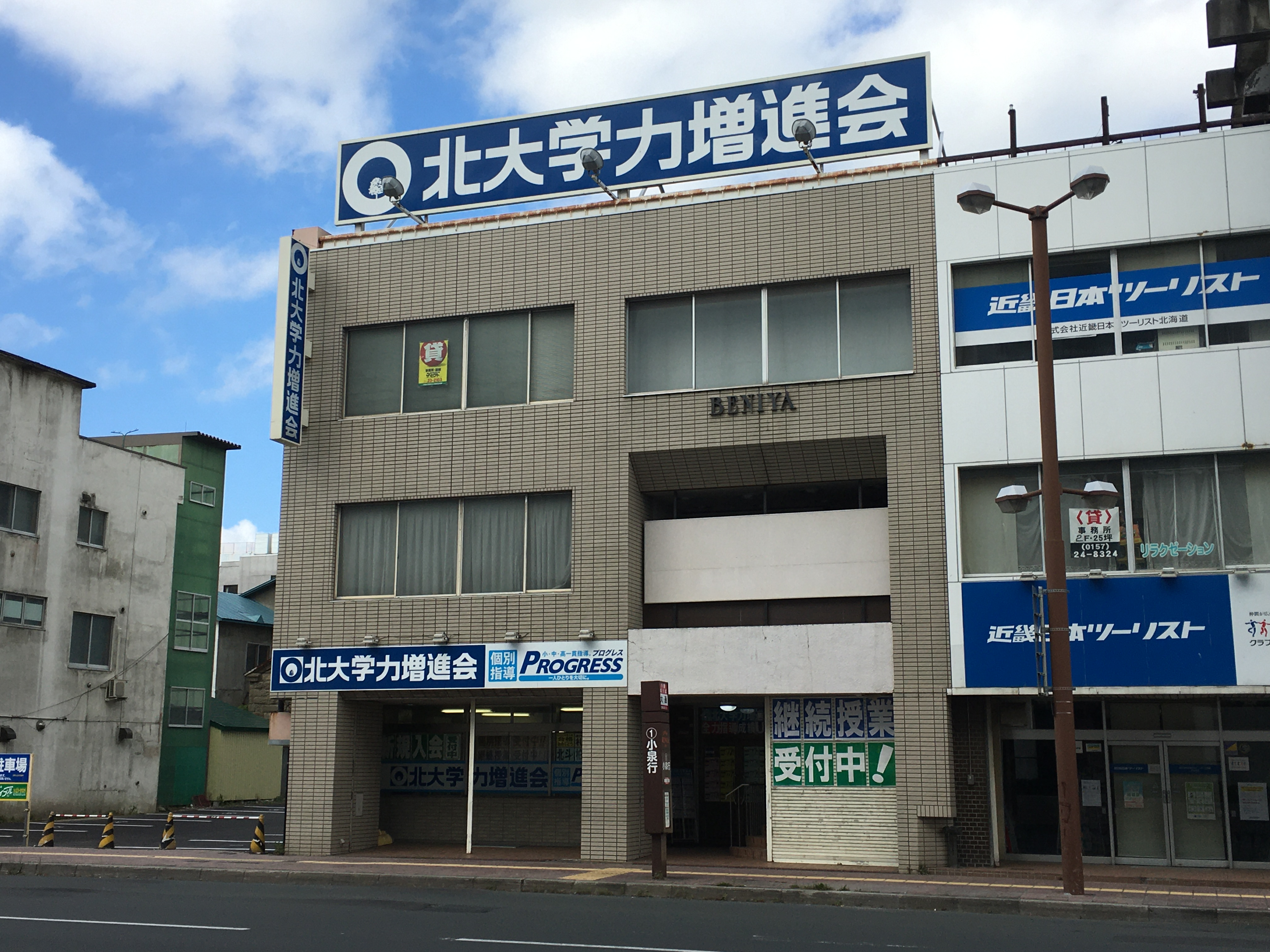
北大学力増進会 北見本部（北見市）

## グループ会社
| - 株式会社進学会（進学会HD 100.0％）-「北大学力増進会」をはじめとした学習塾、及び「Sports Club Zip」（麻生・平岸・琴似）の運営など - 株式会社ホクシンビル開発（進学会HD 70.0%）- 不動産事業 - 株式会社SG総研（進学会HD 100.0%）- 資産運用事業 |  | - 株式会社ノースパレス（進学会HD 100.0%）- 不動産管理事業 - 株式会社ホクシンエンタープライズ（進学会HD 100.0%）- 事務機器の販売、システム開発、教材の印刷 - 株式会社浜進学会（浜学園との合弁会社）- 愛知県を中心とした学習塾経営 |